# Laurent Atangana
Laurent Atangana (10. lipnja 1988.) je kamerunski nogometaš.

## Karijera
Trenutačno nastupa za NK HAŠK Zagreb Prema transfermarktu vrijedi 50.000 €.
Igra u napadu. 

## Vanjske poveznice
- Nogometni-magazin: statistika
- transfermarkt.de[neaktivna poveznica]